# Урочище Кубалач
«Уро́чище Кубала́ч» (укр. «Урочище Кубалач», крымскотат. «Qubalaç ayırığı», «Къубалач айырыгъы») — урочище и ботанический заказник общегосударственного значения, расположенный в Крымских горах на территории Белогорского района (Крым). Площадь — 526 га. Землепользователь — Белогорское государственное лесное хозяйство.

## История
Заказник основан 3 августа 1978 года Постановлением Совета Министров УССР от 03.08.78 г. № 383 на базе памятника природы, созданного в 1969 году.

## Описание
Расположен в Крымских горах на одноименном горном массиве между сёлами Русское, Радостное и Тополевка на территории Пристепного лесничества квадраты 25, 26, 28, 29, 32, 33.
Ближайший населённый пункт — Тополевка (восточнее 25-го квадрата), город — Белогорск.

## Природа
Лесной массив Кубалача представлен дубом скальным (Quércus pétraea), буком, ясенем и грабом. Гора Кубалач (738,1 м) — единственный ареал эндемика, занесённого в Красную книгу России — Цикламен кавказский (Кузнецова) (Cyclamen coum kuznetzovii) (подвид вида Цикламен косский (Cyclamen coum)).